# Bibliothèque Nationale de Mauritanie
Die Bibliothèque Nationale de Mauritanie (arabisch المكتبة الوطنية الموريتانية, DMG al-Maktaba al-waṭaniyya al-mūrītāniyya, dt. Nationalbibliothek von Mauretanien) ist die Nationalbibliothek des westafrikanischen Staates Mauretanien.
Sie befindet sich in Nouakchott, der Landeshauptstadt.
Sie befindet sich im selben Gebäude wie das Nationalmuseum von Mauretanien und hat sieben Abteilungen.

## Geschichte
Die Bibliothek wurde 1962 begründet und ab 1965 aufgebaut. Sie ist mit dem Nationalmuseum von Mauretanien im selben Gebäude untergebracht. Sie verfügt auf 3000 m² Fläche über 80.000 Bände und beschäftigt 41 Mitarbeiter. Generaldirektor ist seit 2009 Souleymane Ould Mohamed Bouna.